# ماسافومي يوكوياما
ماسافومي يوكوياما (باليابانية: 横山 正文) (10 أبريل 1956 في ناغاساكي في اليابان – )؛ هو لاعب كرة قدم ياباني سابق كان يلعب كمهاجم. سبق له أن لعب مع منتخب اليابان.

## وصلات خارجية
- ماسافومي يوكوياما على موقع ناشيونال فوتبول تيمز (الإنجليزية)

- National Football Teams
- Japan National Football Team Database